# House of 909
House of 909 (previamente 909 Perversions) es un colectivo musical británico de house y deep house formado por Affie Yusuf, Nigel Casey y Trevor Loveys. Fueron agrupación musical y sello discográfico, incluyendo aportaciones de producción de Jamie Cox y Martin Howes. Su estilo musical es puramente deep y elegante, con frecuente inclusión de voces.
Su periodo de actividad abarca la segunda mitad de los años 90 y lanzaron varios hits que sonaron en clubs de electrónica de toda Inglaterra. Junto con Basement Jaxx, se consideran de los grupos más influyentes de la escena house británica. Debutaron con el álbum The Children We Were en 1997, uno de sus mejores trabajos según la crítica. El grupo se disolvió poco después de publicar el sencillo The Blandford Superfly en 2001, aunque los tres miembros continuaron su actividad profesional por separado. 
House Of 909 es el sello matriz de 909 Boys With Style. También han producido para otros sellos como Expanded Soul o Pagan Records.
Su nombre proviene de la caja Roland 909.

## Discografía

### Álbumes
- Soul Rebels (1997)
- The Children We Were (1997)

### Sencillos y EPs
- City To City (1996)
- The Main Event (1997)
- Moodswings (1997)
- Deep Distraction EP (1997)
- Soul Rebels Album Sampler 1 (1997)
- Soul Rebels Album Sampler 2 (1997)
- Beautiful Day Cevin Fisher Remixes (1998)
- Album Sampler No.1 (1998), con Muzique Tropique
- The Blandford Superfly (2001)